# Stefanos Athanasiadis
Stefanos Athanasiadis (en griego: Στέφανος Αθανασιάδης; Lakoma, 24 de diciembre de 1988) es un exfutbolista griego. Jugaba como delantero y desde julio de 2024 es el secretario técnico del Anagennisi Karditsa.

## Selección nacional
Fue internacional con la selección de fútbol de Grecia en 12 ocasiones.

## Clubes
| Club                    | País   | Año       |
| ----------------------- | ------ | --------- |
| PAOK de Salónica F. C.  | Grecia | 2007-2017 |
| → Panserraikos (cedido) | Grecia | 2009-2010 |
| Maccabi Haifa F. C.     | Israel | 2017-2018 |
| PAS Giannina            | Grecia | 2018-2019 |
| Apollon Larissa F. C.   | Grecia | 2020-2021 |
| Anagennisi Karditsa     | Grecia | 2021-2024 |

## Palmarés

### Campeonatos nacionales
| Título         | Club                   | País   | Año  |
| -------------- | ---------------------- | ------ | ---- |
| Copa de Grecia | PAOK de Salónica F. C. | Grecia | 2017 |

### Distinciones individuales
| Distinción                                      | Año  |
| ----------------------------------------------- | ---- |
| Máximo goleador de la Copa de Grecia (ex aequo) | 2013 |